# Região da capital
Uma região da capital, também chamada como região da capital nacional, é um termo comum para a região ou bairro em torno da cidade capital de um país ou qualquer outra divisão administrativa. Nem sempre é o termo oficial para a região, mas às vezes pode ser usado como um sinônimo informal.
O termo oficial Región Capital (espanhol; em inglês: Capital Region) é usado para uma das Regiões administrativas da Venezuela.
Exemplos incluem os países:
| Nome da Região da capital         | País                 |
| --------------------------------- | -------------------- |
| Território da Capital Australiana | Austrália            |
| Bruxelas                          | Bélgica              |
| Região da Capital Nacional        | Canadá               |
| Área da Capital Nacional de Seul  | Coreia do Sul        |
| Região da Capital (Dinamarca)     | Dinamarca            |
| Região da Capital Nacional        | Estados Unidos       |
| Área Metropolitana de Manila      | Filipinas            |
| Região da Capital Nacional        | Índia                |
| Região da Capital Nacional        | Japão                |
| Território da Capital Islamabad   | Paquistão            |
| Distrito Nacional                 | República Dominicana |
| Região da Capital de Hanoi        | Vietname             |

O termo também é utilizado por algumas entidades subnacionais como segue:
| Nome da Região da Capital      | Entidades subnacionais |
| ------------------------------ | ---------------------- |
| Distrito Capital Regional      | Colúmbia Britânica     |
| Distrito Capital (Nova Iorque) | Nova Iorque            |
| Região da Capital Nacional     | Quebec                 |